# Червоні троянди (фільм)
«Червоні троянди» (італ. Rose scarlatte) — італійська чорно-біла комедія режисерів Джузеппе Амато і Вітторіо Де Сіки на основі п'єси Альдо Де Бенедетті «Дві ту́зіні яскраво-червоних троянд» (італ. Due dozzine di rose scarlatte, 1936). Прем'єра фільму відбулася 16 квітня 1940 року. Дебютна робота Вітторіо Де Сіки як режисера. Фільм довгий час вважався загубленим, збереглася лише французька копія.

## Сюжет
Одного разу Альберто Верані знімає слухавку і приймає замовлення на дві дюжини яскраво-червоних троянд. Той, що дзвонив помилився номером, а Альберто приємно здивований і вже в передчутті від пригоди з незнайомкою. Квіти доставляють і їх отримує Марія, дружина Альберто. Серед квітів вона знаходить картку з підписом «Загадка». Нею охоплює бажання зустрітися з цим таємничим чоловіком. Альберто розуміє, що сталося, і бажає продовжити розіграш, щоб перевірити, наскільки Марія вірна йому і як далеко вона може зайти. Він щодня посилає їй троянди і ревнує до неіснуючого суперника.

## У ролях
- Вітторіо Де Сіка — Альберто Верані
- Рене Сен-Сір — Марія Верані
- Умберто Мелнаті — Томассо Савеллі
- Віві Джіої — Клара
- Луїзелла Бегі[it] — Розіна, покоївка
- Рубі Далма — графиня
- Карло Раньєрі — садівник
- Лівія Мінеллі — квіткарка
- Ольга фон Коллар — Арістіде Гарбіні

## Знімальна група
- Режисери-постановники: Джузеппе Амато, Вітторіо Де Сіка
- Сценарист: Альдо де Бенедетті
- Оператор: Тамас Кеменіффі
- Продюсери: Джузеппе Амато, Анджело Ріццолі
- Художник-постановник: Гастон Меден
- Композитори: Ф. Ермінь (французька версія), Ренцо Росселліні
- Монтажер: Марія Розаду
- Звукорежисер: Карло Пассеріні